# Bragança Paulista
Pour les articles homonymes, voir Bragança.
Bragança Paulista, officiellement Estância Climática de Bragança Paulista, est une municipalité brésilienne de l’État de São Paulo. Elle se situe à la latitude de 22° 57’ 07’’ sud et la longitude 46° 32’ 31’’ ouest. Son altitude est de 817 mètres. Sa population, en 2014, était de 162 435 habitants.

## Station touristique
Bragança est une des 12 municipalités de l’État de São Paulo considérées comme stations climatiques parce qu’elles répondent aux critères définis par la loi de l’État. Ce statut octroie à ces municipalités une subvention de l’État pour la promotion du tourisme régional. La municipalité gagne aussi le droit de joindre à son nom le titre de Estância Climática et elle est désignée ainsi dans ses documents officiels et dans ceux qui sont émis à son propos par l’État.

## Histoire
Depuis 1601, la région était un lieu de passage des bandeirantes qui ouvrirent des pistes à la recherche de veines d’or dans le Rio Camanducaia. À cette époque une croix fut dressée  à l’endroit où serait construite une petite chapelle qui a donné naissance à un des temples les plus anciens de la cité qui existe encore : L’église Notre Dame d’Aparecida do Lopo.
Au XVIIIe siècle, les pistes tracées par les bandeirantes se peuplèrent d’aventuriers et d’éleveurs qui profitèrent des plateaux couverts de riches pâturages naturels pour les peupler de troupeaux de bœufs et de chevaux. À la même époque, la Région bragantine, accompagnant l’évolution brésilienne, devient un grand producteur de café, principal produit d’exportation de l’Empire brésilien. Le climat adéquat et la fertilité des sols des collines de la Mantiqueira rendaient possible la production du café des variétés arabicas qui devint fameux et très recherché par les importateurs internationaux.
Pendant toute cette évolution, beaucoup de fazendas devinrent des modèles non seulement par leur productivité, mais aussi par le raffinement de leurs constructions. Beaucoup d'entrepreneurs ruraux qui, auparavant, vivaient en taudis ou en cabane, construisirent de vrais palais, résultats de l’accumulation du capital du café
Pour tenir une promesse, Ignácia da Silva Pimentel et son mari, Antoine Pires Pimentel érigèrent une chapelle en hommage à Notre Dame de la Conception, sur une colline à la rive droite du Ribeirão Canivete (petit affluent du Rio Jaguari). La promesse de Dona Ignácia était faite dans sa demande de récupération d’Antônio Pires Pimentel malade et détrompé par les médecins. Avec le temps, surgit aux alentours un petit peuplement, fondé le 15 décembre 1763, avec le nom de Conceição du Jaguari.
Le 13 février 1765, le peuplement est reconnu officiellement comme district sous le nom de Paz e freguesia de Conceição do Jaguari. Quelques jours plus tard, Conceição du Jaguari est élevé à la condition de paroisse recevant son premier desservant.
Le 17 octobre 1767, Conceição do Jaguari est élevé à la condition de vila avec le nom officiel de Vila Nova Bragança, nom lié à la tradition portugaise dont la dynastie de Bragance durant des siècles gouverna le Portugal et le Brésil.
En 1797, José Nogueiro, Geraldo Nogueira et João Nogueira Bueno, vivaient à Conceição do Jaguary (Bragance Paulista) où n’existaient que 25 maisons habitées. Cette année, plusieurs citoyens, y compris les Nogueira, signaient une pétition demandant l’émancipation de Conceição.
En 1798, après l’élévation de la vila de nom Nova Bragança à freguesia, le 1er juge ordinaire et des orphelins Sergent–en-chef Antoine Leme da Sllva originaire de Mogi Guaçu est élu.
Le 24 octobre 1855, la vila s’émancipe d’Atibaia, recevant le nom de Bragança.
Le 30 novembre 1944, pour ne pas la confondre avec la cité du Pará de même nom, Bragança, devient Bragança Paulista.
Le 25 août 1956, quand les blasons des municipalités furent créés, on grava les armes de la famille Pimentel en hommage aux fondateurs au premier quartier.
En fonction du climat excellent, le 28 octobre 1964, Bragança Paulista est élevée à la catégorie de Station touristique.
En 1991, les districts de Vargem et de Tuiuti s’émancipent de Bragança Paulista.
En 1994, Bragança Paulista n’appartient plus à la région de Campinas, mais à celle de Jundiaí.
La région bragantine est située dans les cités connues comme Circuit des Eaux.

## Géographie
- Surface:513,59 km2
- Température moyenne : 22°
- Précipitations annuelles :1 600 mm
- Altitude de la ville 817 m, moyenne 860 m, maximum 1 700 m (Pic du Lopo)

## Diocèse
Pape Pie XI, par la bulle Ad Sacram Petri Sedem, créa le 24 juillet 1925 le Diocèse de Bragança Paulista (pt) avec la cité de Bragança comme « Cité Épiscopale ». Son territoire fut retiré en grande partie de l’Archidiocèse de São Paulo et en partie du Diocèse (aujourd’hui Archidiocèse) de Campinas  avec Dom José Maurício da Rocha (pt) comme évêque diocésain.

## Politique
Em octobre 2015, la municipalité fut l’objet d’une opération du Ministère public. Le maire Fernão Dias était accusé de participer à un schéma de fraude dans la désappropriation d’immeubles. L’opération remplit des mandats de perquisition et saisie à la mairie et chez le maire,.
L’élection d’octobre 2016 montra un nombre important d’abstentions et de votes nuls : 79 %. Gustavo Sartori (PSB) fut élu maire avec 90 % des votes valables

## Hydrographie
- Rio Jaguari
- Rio Jacareí
- Ribeirão Lavapés anciennement Ribeirão Canivete
- Ribeirão Anhumas
- Represas Jaguari et Jacareí (intégrantes du Système de Cantareira) com 50 km2 de surface couverte e 2,5 milliards de mètres cubes d'eau.

## Économie
DH Revenus: 0,772
Le commerce, les écoles et les facultés universitaires sont les principales activités locales. Il y a de l’industrie du papier, alimentaire et électronique et de l’agriculture

## Carnaval
Le carnaval de la cité est composé de diverses écoles de samba, entre autres : Acadêmicos da Vila, Nove de Julho, Dragão Imperial, Império Jovem et Unidos do Lavapés.

## Démographie
| Évolution de la population (municipalité) | Évolution de la population (municipalité) | Évolution de la population (municipalité) | Évolution de la population (municipalité) |
| Année                                     | Population                                |                                           | %±                                        |
| ----------------------------------------- | ----------------------------------------- | ----------------------------------------- | ----------------------------------------- |
| 1920                                      | 55 719                                    |                                           |                                           |
| 1940                                      | 52 773                                    |                                           | −5,3%                                     |
| 1950                                      | 51 623                                    |                                           | −2,2%                                     |
| 1960                                      | 69 152                                    |                                           | 34,0%                                     |
| 1970                                      | 63 676                                    |                                           | −7,9%                                     |
| 1980                                      | 84 050                                    |                                           | 32,0%                                     |
| 1991                                      | 108 980                                   |                                           | 29,7%                                     |
| 2000                                      | 125 031                                   |                                           | 14,7%                                     |
| 2010                                      | 146 744                                   |                                           | 17,4%                                     |
| 2022                                      | 176 811                                   |                                           | 20,5%                                     |
| ,                                         |                                           |                                           |                                           |

Données du recensement de 2010
- Population Totale : 146.663 (Recensement  IBGE 2010)
- Hommes : 72.034
- Femmes : 74.629
- Urbaine : 142.174
- Rurale : 4.489
- Électeurs : 93.835

Taux de natalité : 1,88 par femme

## Infrastructure
- Indice de Développement Humain (IDH-M): 0,820

### Santé
- Espérance de vie : 73,08 ans
- IDH Longévité: 0,801
- Mortalité infantile (jusqu'à un an)): 12,57 pour mille

### Éducation
- IDH Éducation : 0,887
- Taux d’alphabétisation : 92,21 %

### Faculdades
- FATEC Jornalista Omair Fagundes de Oliveira[8]
- Fesb;
- USF;
- IFSP[9],

## Transport

### Transport Aérien
- Aéroport de Bragança Paulista

### Autobus Municipaux (Urbain)
La cité qui possède une entreprise qui fait la liaison entre le centre de la cité et les autres quartiers urbains et ruraux, ce qui est appelé transport urbain. L’entreprise Nossa Senhora de Fátima Auto Ônibus Ltda opère dans la ville au tarif de R$ 3,70.

### Autobus intermunicipaux et interétats
- Nossa Senhora de Fátima Auto Ônibus: Suburbain- Tuiuti (quartier du Passa Três), Vargem (Quartier du Guaraiuva).
- Expresso Metrópoles T.V.: Routier- Tuiuti et Amparo.
- Rápido Fênix Viação : Suburbain - Itatiba et Jundiaí. / Routier - Campinas, São Paulo (Rodovia dos Bandeirantes), Itatiba, Jundiaí.
- Viação Atibaia São Paulo : Routier- Piracaia et Joanópolis.
- Auto Viação Cambuí - Suburbain- Vargem et Extrema. / Routier - Vargem, Extrema, Itapeva, Camanducaia (Monte Verde), Cambuí (Córrego do Bom Jesus, Paraisopolis, Bom Repouso), Estiva, Pouso Alegre.
- Viação Cometa : Routier Piracicaba, Campinas, Extrema, Pouso Alegre, Caxambu, Juiz de Fora.
- Viação Santa Cruz: Routier- Santos, São Bernardo do Campo, Extrema, Pouso Alegre, Santa Rita do Sapucaí, Itajubá, Conceição dos Ouros, Lambari, Três Corações, Borda da Mata, Piracicaba, Campinas, Juiz de Fora.
- Viação Util: Routier-Lavras, Barbacena, Conselheiro Lafaiete.
- Brasil Sul Viação: Routier- Londrina et Maringá.
- Auto Viação Bragança: Suburbain - Atibaia, Mairiporã, Pedra Bela, Pinhalzinho, Socorro, Lindóia, Águas de Lindóia. / Rodoviário - São Bernardo do Campo, Osasco, São Paulo, Toledo, Munhoz, Bueno Brandão, Monte Sião, Ouro Fino.

### Autoroutes
- Rodovia Fernão Dias BR-381 - São Paulo à Belo Horizonte
- Rodovia Capitão Balduíno SP-8 - Pinhalzinho, Pedra Bela, Socorro, Lindóia et Aguas de Lindóia, fait partie de la BR-146, qui relie Bragança Paulista à la cité de Patos de Minas.
- Rodovia Benevenutto Moretto SP-95 - Tuiuti, Amparo. Pedreira et Jaguariúna.
- Rodovia Alkindar M. Junqueira SP-63 - Itatiba (Jundiaí) (Campinas)
- Rodovia Padre Aldo Boline SP-63 - Piracaia
- Variante João Hermenegildo Oliveira - Relie la Rodovia Fernão Dias près de Vargem
- Rodovia D. Pedro I SP-65 – qui relie à la Rodovia Anhanguera sur le trajet Campinas à la Rodovia Presidente Dutra près de Jacareí. L’autoroute ne passe pas par Bragança Paulista, mais coupe Atibaia, cité voisine au sud.

## Sport

### Football
Le Bragantino est un des rares clubs installés dans une petite cité qui joue dans la série B du Championnat du Brésil de football. Le Bragantino est une équipe traditionnelle qui a conquis le Championnat Paulista en 1990 et vice-championnat en 1991 et également des titres de champions des séries B et C du Championnat brésilien. Comme amateur, la cité a un championnat compétitif où il ressort des équipes comme Ferroviários (FAC), Legionário (LEC), Santa Luzia, São Lourenço eT autres.

## Bragantins illustres
- Antonio Cezar Peluso – Ministre do Suprème Tribunal Fédéral.
- Cândido Fontoura – Pharmacien et créateur du Biotônico Fontoura.
- Almir Rogério, chanteur brésilien, célèbre pour sa chanson Fuscão Preto
- Cásper Líbero – journaliste
- Eduardo Pires – acteur
- José Luís del Roio – politicien
- Nei– footballeur
- Pintado - footballeur